# Christine and the Queens

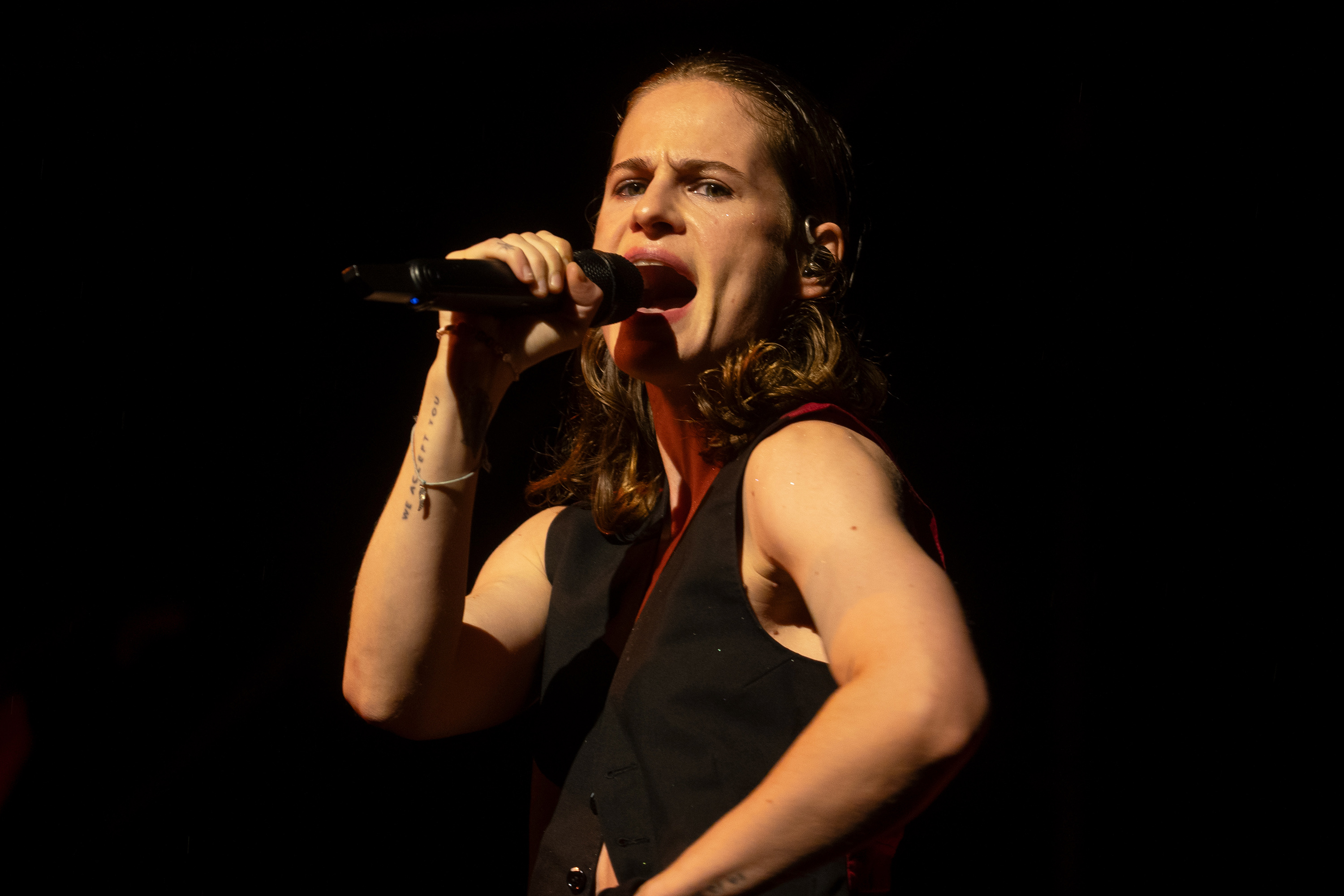
Christine and the Queens (2023)

Christine and the Queens (* 1. Juni 1988 als Héloïse Adélaïde Letissier in Nantes) ist ein nichtbinärer französischer Singer-Songwriter und Tänzer.

## Leben
Er lernte als Kind eines Lehrerehepaars früh Klavier zu spielen. Seinen Tanzunterricht musste er wegen einer Verletzung aufgeben und wandte sich dem Modern Jazz zu. Nach einem Schauspielstudium in Lyon und Paris ging Letissier 2010 nach London, wo er sich mit einer Gruppe singender Dragqueens anfreundete, die ihn zum Singen überredeten.
Letissier erklärte 2016 seine Geschlechtsidentität als nichtbinär und seine sexuelle Orientierung als pansexuell. Im August 2022 teilte er mit, dass er sich seit circa einem Jahr mit männlichen Pronomen bezeichne und änderte seine in den sozialen Netzwerken zu he/him („er/ihn“). Das Hinterfragen der eigenen sexuellen und geschlechtlichen Identität ist ein wiederkehrendes Thema in seinem Werk und spiegelt sich sowohl in den Texten als auch in einigen seiner Musikvideos wider.

## Karriere
2011 veröffentlichte er als Christine and the Queens seine erste EP Miséricorde, der 2012 und 2013 zwei weitere folgten. Nuit 17 à 52 von der gleichnamigen dritten EP war 2014 seine erste Single in den französischen Charts auf Platz 75. 2012 trat er im Vorprogramm von Lykke Li, The Dø und Woodkid auf, 2013 mit Lilly Wood & the Prick. 2012 gewann Christine and the Queens die Auszeichnungen „Découverte du Printemps de Bourges“ und „Adami Premières Francos 2012“.
Im Juni 2014 erschien sein erstes Album Chaleur humaine, das in Frankreich Platz 2 der Charts erreichte. Das Album erschien Anfang 2015 in Deutschland.
Bei den Victoires de la Musique im Februar 2015 wurde Christine and the Queens zweimal ausgezeichnet, in den Kategorien „Beste Sängerin“ sowie „Bester Videoclip“ für den Clip zum Lied Saint Claude. Er war in fünf Kategorien nominiert.

## Musikalischer Stil
Seine Musik mischt das klassische französische Chanson mit modernem Rhythm and Blues, angereichert mit Pop- und minimalistischen Electro-Elementen. Seine Texte wechseln zwischen Englisch und Französisch. Seine Auftritte sind theatralische Performance-Aktionen.
Zu seinen Einflüssen zählt er die amerikanischen Rapper Frank Ocean und Kanye West, die schwedische Sängerin Fever Ray, Beyoncé, den Chansonnier Daniel Balavoine, Michael Jackson, aber auch Lou Reed und das 1972er-Album Ziggy Stardust von David Bowie.

## Diskografie

### Studioalben
| Jahr | Titel                                   | Höchstplatzierung, Gesamtwochen, AuszeichnungChartplatzierungen (Jahr, Titel, Platzierungen, Wochen, Auszeichnungen, Anmerkungen) | Höchstplatzierung, Gesamtwochen, AuszeichnungChartplatzierungen (Jahr, Titel, Platzierungen, Wochen, Auszeichnungen, Anmerkungen) | Höchstplatzierung, Gesamtwochen, AuszeichnungChartplatzierungen (Jahr, Titel, Platzierungen, Wochen, Auszeichnungen, Anmerkungen) | Höchstplatzierung, Gesamtwochen, AuszeichnungChartplatzierungen (Jahr, Titel, Platzierungen, Wochen, Auszeichnungen, Anmerkungen) | Höchstplatzierung, Gesamtwochen, AuszeichnungChartplatzierungen (Jahr, Titel, Platzierungen, Wochen, Auszeichnungen, Anmerkungen) | Höchstplatzierung, Gesamtwochen, AuszeichnungChartplatzierungen (Jahr, Titel, Platzierungen, Wochen, Auszeichnungen, Anmerkungen) | Höchstplatzierung, Gesamtwochen, AuszeichnungChartplatzierungen (Jahr, Titel, Platzierungen, Wochen, Auszeichnungen, Anmerkungen) | Anmerkungen                                                  |
| Jahr | Titel                                   | FR | BEW | BEF | DE | AT | CH | UK | Anmerkungen                                                  |
| ---- | --------------------------------------- | --- | --- | --- | --- | --- | --- | --- | ------------------------------------------------------------ |
| 2014 | Chaleur humaine                         | FR2 Diamant · (144 Wo.)FR | BEW1 (136 Wo.)BEW | BEF5 Platin · (119 Wo.)BEF | — | — | CH7 Platin · (58 Wo.)CH | UK2 Gold · (45 Wo.)UK | Erstveröffentlichung: 2. Juni 2014 Verkäufe: + 650.000       |
| 2018 | Chris                                   | FR2 Gold · (42 Wo.)FR | BEW1 (25 Wo.)BEW | BEF5 (23 Wo.)BEF | DE36 (1 Wo.)DE | AT38 (1 Wo.)AT | CH5 (10 Wo.)CH | UK3 Silber · (13 Wo.)UK | Erstveröffentlichung: 21. September 2018 Verkäufe: + 110.000 |
| 2022 | Redcar les adorables étoiles (prologue) | FR36 (2 Wo.)FR | BEW22 (2 Wo.)BEW | BEF25 (3 Wo.)BEF | — | — | CH36 (1 Wo.)CH | UK45 (1 Wo.)UK | Erstveröffentlichung: 11. November 2022                      |
| 2023 | Paranoïa, Angels, True Love             | FR19 (3 Wo.)FR | BEW9 (2 Wo.)BEW | BEF9 (5 Wo.)BEF | DE40 (1 Wo.)DE | — | CH25 (1 Wo.)CH | UK7 (1 Wo.)UK | Erstveröffentlichung: 9. Juni 2023                           |

### EPs
| Jahr | Titel         | Höchstplatzierung, Gesamtwochen, AuszeichnungChartplatzierungen (Jahr, Titel, Platzierungen, Wochen, Auszeichnungen, Anmerkungen) | Höchstplatzierung, Gesamtwochen, AuszeichnungChartplatzierungen (Jahr, Titel, Platzierungen, Wochen, Auszeichnungen, Anmerkungen) | Höchstplatzierung, Gesamtwochen, AuszeichnungChartplatzierungen (Jahr, Titel, Platzierungen, Wochen, Auszeichnungen, Anmerkungen) | Höchstplatzierung, Gesamtwochen, AuszeichnungChartplatzierungen (Jahr, Titel, Platzierungen, Wochen, Auszeichnungen, Anmerkungen) | Höchstplatzierung, Gesamtwochen, AuszeichnungChartplatzierungen (Jahr, Titel, Platzierungen, Wochen, Auszeichnungen, Anmerkungen) | Höchstplatzierung, Gesamtwochen, AuszeichnungChartplatzierungen (Jahr, Titel, Platzierungen, Wochen, Auszeichnungen, Anmerkungen) | Höchstplatzierung, Gesamtwochen, AuszeichnungChartplatzierungen (Jahr, Titel, Platzierungen, Wochen, Auszeichnungen, Anmerkungen) | Anmerkungen                            |
| Jahr | Titel         | FR | BEW | BEF | DE | AT | CH | UK | Anmerkungen                            |
| ---- | ------------- | --- | --- | --- | --- | --- | --- | --- | -------------------------------------- |
| 2013 | Nuit 17 à 52  | FR130 (2 Wo.)FR | BEW85 (1 Wo.)BEW | — | — | — | — | — | Erstveröffentlichung: 30. Mai 2013     |
| 2020 | La vita nuova | FR27 (10 Wo.)FR | BEW28 (10 Wo.)BEW | BEF58 (8 Wo.)BEF | — | — | CH32 (1 Wo.)CH | UK37 (2 Wo.)UK | Erstveröffentlichung: 28. Februar 2020 |

Weitere EPs
- 2011: Miséricorde
- 2012: Mac Abbey
- 2015: iTunes Session
- 2015: Saint-Claude EP (US)
- 2015: Intranquilité

### Singles als Leadmusiker
| Jahr | Titel Album                         | Höchstplatzierung, Gesamtwochen, AuszeichnungChartplatzierungen (Jahr, Titel, Album, Platzierungen, Wochen, Auszeichnungen, Anmerkungen) | Höchstplatzierung, Gesamtwochen, AuszeichnungChartplatzierungen (Jahr, Titel, Album, Platzierungen, Wochen, Auszeichnungen, Anmerkungen) | Höchstplatzierung, Gesamtwochen, AuszeichnungChartplatzierungen (Jahr, Titel, Album, Platzierungen, Wochen, Auszeichnungen, Anmerkungen) | Höchstplatzierung, Gesamtwochen, AuszeichnungChartplatzierungen (Jahr, Titel, Album, Platzierungen, Wochen, Auszeichnungen, Anmerkungen) | Höchstplatzierung, Gesamtwochen, AuszeichnungChartplatzierungen (Jahr, Titel, Album, Platzierungen, Wochen, Auszeichnungen, Anmerkungen) | Anmerkungen                                                            |
| Jahr | Titel Album                         | FR | BEW | BEF | CH | UK | Anmerkungen                                                            |
| --- | ----------------------------------- | --- | --- | --- | --- | --- | ---------------------------------------------------------------------- |
| 2013 | Nuit 17 à 52                        | FR75 (6 Wo.)FR | — | — | — | — | Erstveröffentlichung: 3. Juni 2013                                     |
| 2014 | Saint Claude Chaleur humaine        | FR4 (87 Wo.)FR | BEW8 (26 Wo.)BEW | — | CH60 (1 Wo.)CH | — | Erstveröffentlichung: 14. April 2014                                   |
| 2014 | Christine Chaleur humaine           | FR3 (91 Wo.)FR | BEW1 (44 Wo.)BEW | BEF1 ×2Doppelplatin · (35 Wo.)BEF | CH32 Gold · (27 Wo.)CH | — | Erstveröffentlichung: 13. Oktober 2014 Verkäufe: + 95.000              |
| 2015 | Tilted Chaleur humaine              | — | — | — | — | UK20 Platin · (21 Wo.)UK | Erstveröffentlichung: 3. März 2015 Verkäufe: + 600.000                 |
| 2015 | Paradis perdu Chaleur humaine       | FR19 (73 Wo.)FR | BEW39 (2 Wo.)BEW | — | — | — | Erstveröffentlichung: Juni 2015                                        |
| 2015 | No Harm Is Done Chaleur humaine     | FR118 (3 Wo.)FR | — | — | — | — | Erstveröffentlichung: 8. September 2015 feat. Tunji Ige                |
| 2015 | Jonathan Chaleur humaine            | FR120 (3 Wo.)FR | — | — | — | — | Erstveröffentlichung: 8. Oktober 2015 feat. Perfume Genius             |
| 2016 | Here –                              | FR52 (3 Wo.)FR | — | — | — | — | Erstveröffentlichung: 19. Februar 2016 feat. Booba                     |
| 2018 | Damn, dis-moi / Girlfriend Chris    | FR61 Gold · (19 Wo.)FR | BEW7 (18 Wo.)BEW | BEF21 (10 Wo.)BEF | — | UK85 (2 Wo.)UK | Erstveröffentlichung: 17. Mai 2018 Verkäufe: + 100.000; feat. Dâm-Funk |
| 2018 | 5 dols / 5 Dollars Chris            | — | BEW28 (9 Wo.)BEW | — | — | — | Erstveröffentlichung: 16. August 2018                                  |
| 2018 | La marcheuse / The Walker Chris     | FR112 Gold · (3 Wo.)FR | — | — | — | — | Erstveröffentlichung: 23. August 2018                                  |
| 2019 | Gone Charli                         | — | — | — | — | UK58 (2 Wo.)UK | Erstveröffentlichung: 17. Juli 2019 mit Charli XCX                     |
| 2020 | 3Sex Singles Collection (1981–2001) | FR44 Platin · (25 Wo.)FR | BEW8 (15 Wo.)BEW | — | — | — | Erstveröffentlichung: 25. November 2020 mit Indochine                  |
| Folgende Lieder erschienen nicht als Single, wurden aber durch das Album zum Download und Streaming bereitgestellt und konnten somit eine Platzierung erlangen: |                                     | | | | | |                                                                        |
| |                                     | | | | | |                                                                        |
| 2015 | Chaleur humaine                     | FR186 (1 Wo.)FR | — | — | — | — | Charteinstieg: 21. Februar 2015                                        |
| 2015 | Intranquillité                      | FR54 (3 Wo.)FR | — | — | — | — | Charteinstieg: 20. Juni 2015                                           |
| 2015 | Amazoniaque Intranquillité          | FR178 (1 Wo.)FR | — | — | — | — | Charteinstieg: 14. November 2015                                       |
| 2015 | Safe and Holy Intranquillité        | FR188 (1 Wo.)FR | — | — | — | — | Charteinstieg: 14. November 2015                                       |

Weitere Singles
- 2013: The Loving Cup
- 2015: Narcissus is Back
- 2018: Doesn’t Matter / Doesn’t Matter (Voleur de Soleil)
- 2019: Comme si / Comme si on s’aimait
- 2020: People, I’ve Been Sad

### Singles als Gastmusiker
| Jahr | Titel Album                | Höchstplatzierung, Gesamtwochen, AuszeichnungChartplatzierungen (Jahr, Titel, Album, Platzierungen, Wochen, Auszeichnungen, Anmerkungen) | Höchstplatzierung, Gesamtwochen, AuszeichnungChartplatzierungen (Jahr, Titel, Album, Platzierungen, Wochen, Auszeichnungen, Anmerkungen) | Höchstplatzierung, Gesamtwochen, AuszeichnungChartplatzierungen (Jahr, Titel, Album, Platzierungen, Wochen, Auszeichnungen, Anmerkungen) | Höchstplatzierung, Gesamtwochen, AuszeichnungChartplatzierungen (Jahr, Titel, Album, Platzierungen, Wochen, Auszeichnungen, Anmerkungen) | Höchstplatzierung, Gesamtwochen, AuszeichnungChartplatzierungen (Jahr, Titel, Album, Platzierungen, Wochen, Auszeichnungen, Anmerkungen) | Anmerkungen                                                          |
| Jahr | Titel Album                | FR | BEW | BEF | CH | UK | Anmerkungen                                                          |
| --- | -------------------------- | --- | --- | --- | --- | --- | -------------------------------------------------------------------- |
| Folgende Lieder erschienen nicht als Single, wurden aber durch das Album zum Download und Streaming bereitgestellt und konnten somit eine Platzierung erlangen: |                            | | | | | |                                                                      |
| |                            | | | | | |                                                                      |
| 2019 | Minuit 13 Paradise         | FR49 Gold · (2 Wo.)FR | — | — | — | — | Hamza feat. Christine and the Queens & Oxmo Puccino                  |
| 2020 | Haine colorée Fleur froide | FR104 (1 Wo.)FR | — | — | — | — | Charteinstieg: 11. Dezember 2020 Tayc feat. Christine and the Queens |

## Auszeichnungen für Musikverkäufe
| Goldene Schallplatte - Niederlande - 2015: für die Single Christine Platin-Schallplatte - Europa (Impala) - 2016: für das Album Chaleur humaine |

Anmerkung: Auszeichnungen in Ländern aus den Charttabellen bzw. Chartboxen sind in ebendiesen zu finden.
| Land/RegionAuszeichnungen für Musikverkäufe (Land/Region, Auszeichnungen, Verkäufe, Quellen) | Silber  | Gold     | Platin     | Diamant  | Verkäufe  | Quellen         |
| -------------------------------------------------------------------------------------------- | ------- | -------- | ---------- | -------- | --------- | --------------- |
| Belgien (BRMA)                                                                               | —       | —        | 3× Platin3 | —        | 90.000    | ultratop.be     |
| Europa (Impala)                                                                              | —       | —        | Platin1    | —        | (400.000) | Einzelnachweise |
| Frankreich (SNEP)                                                                            | —       | 4× Gold4 | Platin1    | Diamant1 | 1.050.000 | snepmusique.com |
| Niederlande (NVPI)                                                                           | —       | Gold1    | —          | —        | 20.000    | nvpi.nl         |
| Schweiz (IFPI)                                                                               | —       | Gold1    | Platin1    | —        | 45.000    | hitparade.ch    |
| Vereinigtes Königreich (BPI)                                                                 | Silber1 | Gold1    | Platin1    | —        | 760.000   | bpi.co.uk       |
| Insgesamt                                                                                    | Silber1 | 7× Gold7 | 7× Platin7 | Diamant1 |           |                 |